# Патриція Хопкінс
Патриція Енн «Патті» Хопкінс, Леді Хопкінс (англ. Patricia Ann «Patty» Hopkins; народилася у 1942 році) — британська архітекторка та володарка (спільно із чоловіком Сером Майклом Хопкінсом) Королівської Золотої Медалі з архітектури 1994 року.

## Біографія
Патриція Хопкінс (за народженням Уейнрайт) народилася у 1942 році. Дочка Деніса Уейнрайта. Обоє батьків були лікарями (її дід був архітектором). Вона була відправлена до школи-інтернату Вайкомб Еббі у графстві Бакінгемшир. Пов'язуючи свою кар'єру з наукою, вона вирішила здати вступний іспит до Архітектурного факультету Архітектурної асоціації у Лондоні, ставши однією з п'яти жінок з 60 студентів у 1959 році. У віці 20 років вона вийшла заміж за Майкла Хопкінса, який також навчався на Архітектурному факультеті Архітектурної асоціації у Лондоні, після чого вони жили в Саффолці до 1970 року, до переїзду до Північного Лондону.

## Кар'єра

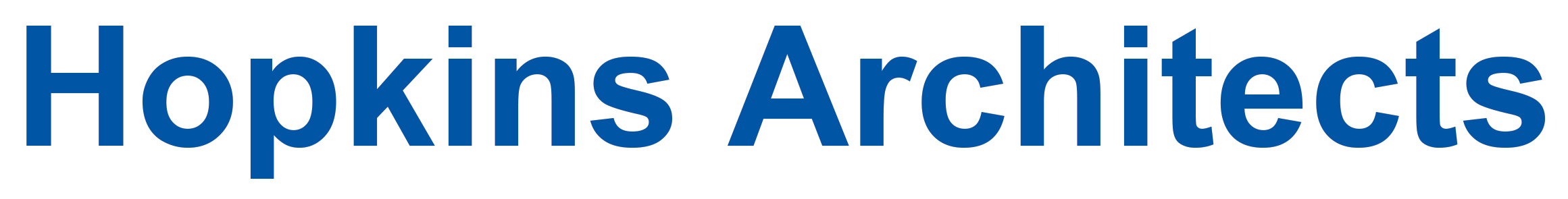
Логотип архітектурного бюро "Hopkins Architects"

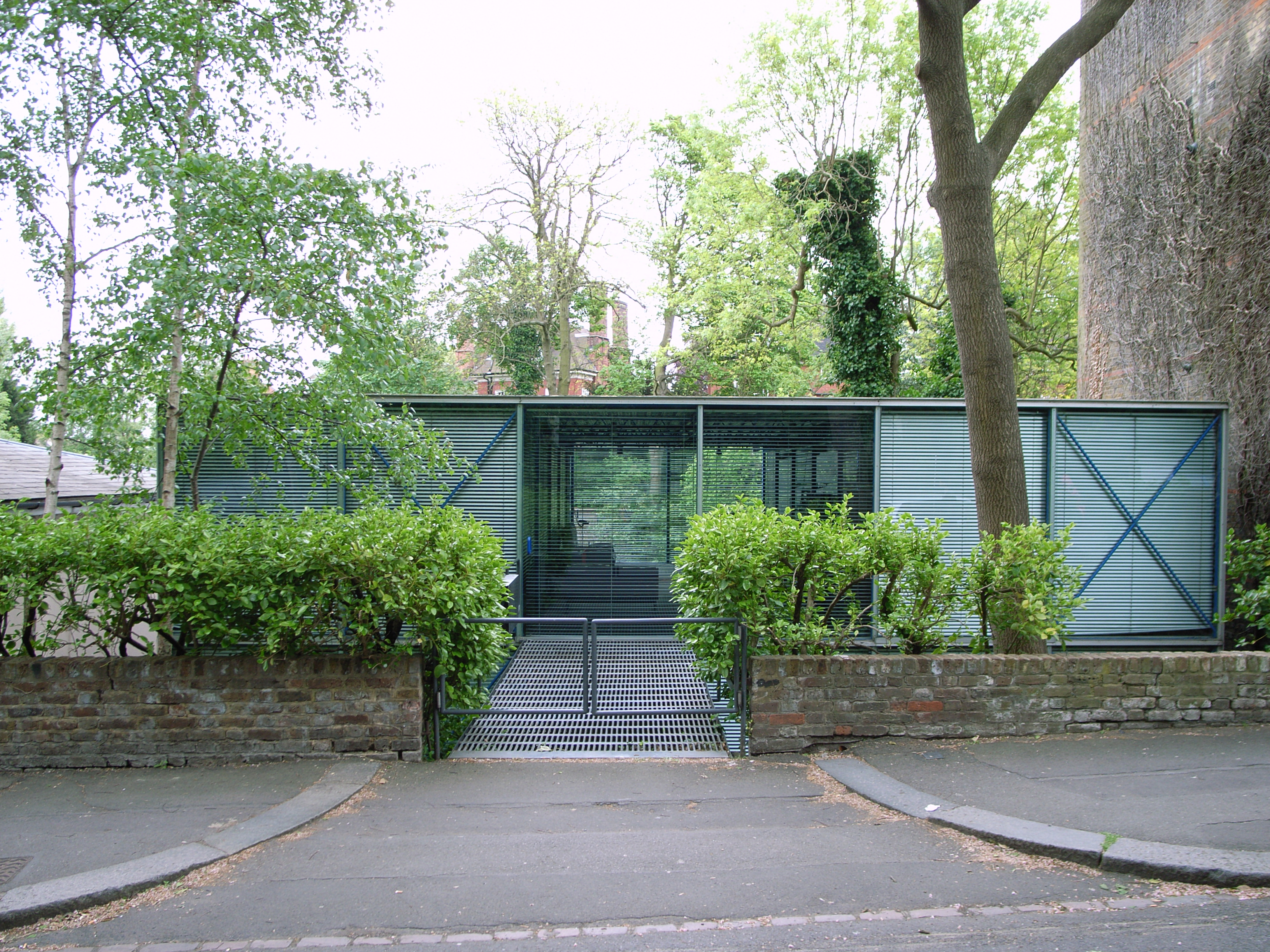
Будинок Хопкінсів у Хемпстеді (1976)

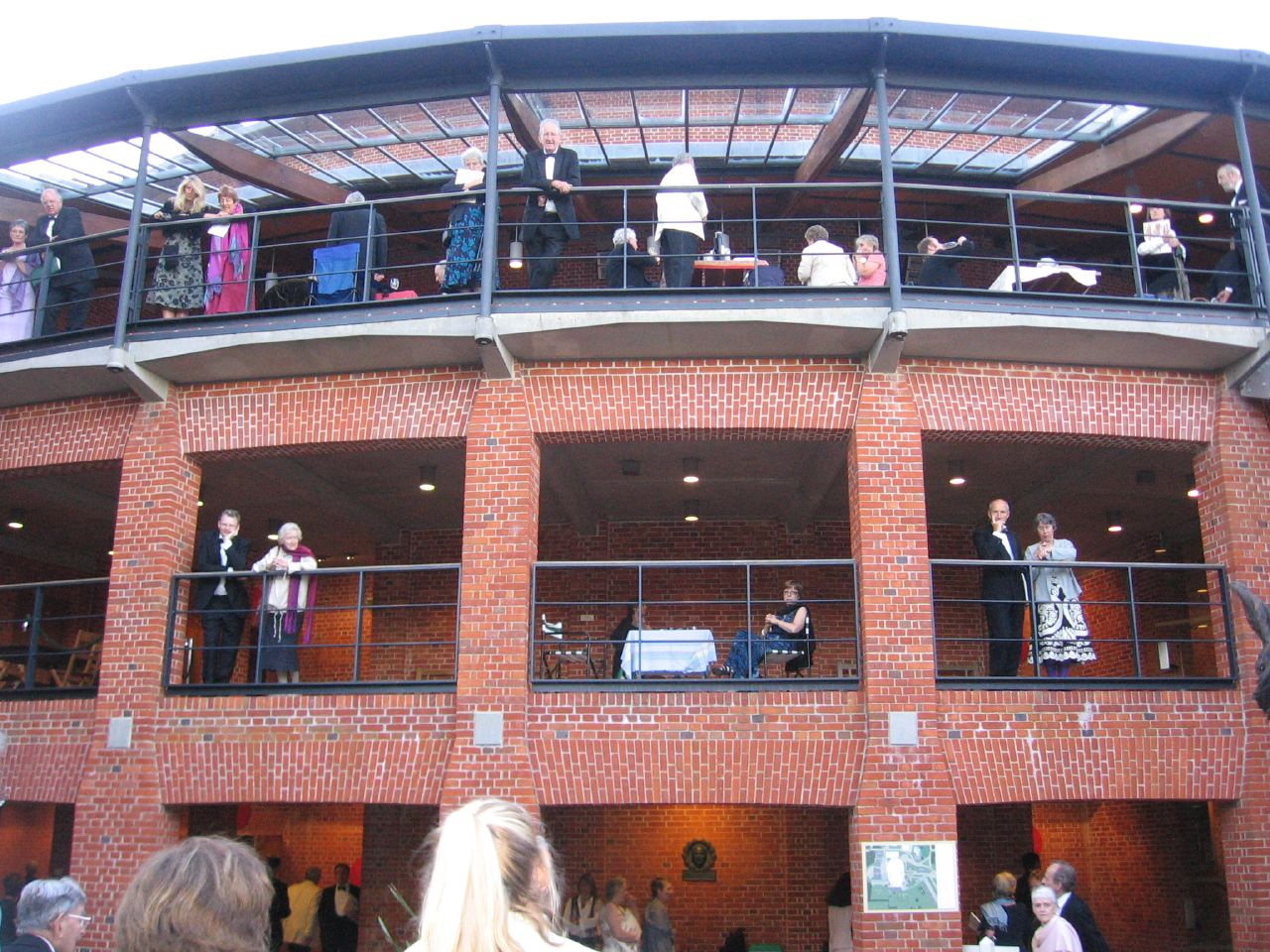
Балкон оперного театру Гліндебурн (1994)

Після закінчення Архітектурного факультету, Патриція Хопкінс розпочала свою власну практику.
У 1976 році Патриція Хопкінс разом із чоловіком заснувала архітектурне бюро Hopkins Architects. Примітним є власний будинок Хопкінсів, який вони побудували для себе у 1976 році у Хемпстеді (Лондон). Наступні вісім років цей будинок використовувався як гнучкий простір для життя та роботи, як офіс для власного бізнесу та помешкання для себе і своїх трьох дітей. Будинок мав прозорі скляні стіни і відкритий сталевий каркас та не мав внутрішніх стін. Разом вони продовжували створювати будівлі з використанням нових інноваційних матеріалів, наприклад, з використанням легких матеріалів для трибуни «Mound Stand» у Lord's Cricket Ground (1987).
У 1994 році Патриція та Майкл Хопкінс були спільно удостоєні Королівської золотої медалі з архітектури від Королівського Інституту британських архітекторів з формулюванням: «Що найкраще характеризує роботу Майкла і Патріції Хопкінс, так це рівноправний заклик, як до звичайних людей, так і до архітекторів.» Також, Патриція Хопкінс відігравала провідну роль у проекті оперного театру Гліндебурн, який був завершений в тому ж році.
Патриція Хопкінс стала почесною членкинею Королівського Інституту архітекторів у Шотландії у 1996 році та Американського інституту архітекторів у 1997 році. У 2014 році Патриція Хопкінс виступила з програмною промовою під час офіційного сніданку «Жінки в архітектурі», що проходив у готелі Ленгхем у Лондоні.
У 2011 році про свою роботу як архітекторки Патриція Хопкінс сказала наступне: «Коли я була молодше, старші чоловіки були скоріше поблажливими. Ви все ще можете зіткнутися з деякими клієнтами, які будуть незручними для архітекторок, але я не можу сказати, що це мене турбує. Я не феміністка. Я архітекторка та намагаюсь зосередитися на роботі.»

## Інцидент у 2014 році
У 2014 році BBC була піддана критиці, коли вона нібито видалила Патрицію Хопкінс з фотографії, яка була використана як ілюстрація до третьої частини документального телевізійного серіалу «Британці, які збудували сучасний світ» на Бі-Бі-Сі. Цей телевізійний серіал був сфокусований на п'яти архітекторах, Норман Фостер, Річард Роджерс, Ніколас Гримшоу, Террі Фаррелл і Майкл Хопкінс, її чоловік. Критики акцентували увагу на тому, що Патриція Хопкінс була повноправною партнеркою в архітектурному бюро «Hopkins Architects» разом з чоловіком. Бі-Бі-Сі була звинувачена в ігноруванні архітекторок, хоча Бі-Бі-Сі відповіла тим, що, за її словами, перед тим вони зустрілися з Патрицією Хопкінс, щоби погодити її рівень залученості. Фото були відредаговані фотографом. Всі шість представників архітектурної спільноти були предметом однієї з виставок Королівського Інституту британських архітекторів, яка також називалася «Британці, які збудували сучасний світ.»

## Зовнішні посилання
- Hopkins Architects web site (англ.)